# Stadsprijs Geraardsbergen 1974
De 43e editie van de Belgische wielerwedstrijd Stadsprijs Geraardsbergen werd verreden op 28 augustus 1974. De start en finish vonden plaats in Geraardsbergen. De winnaar was Willy Teirlinck, gevolgd door Michel Pollentier en Walter Planckaert.

## Uitslag
| Stadsprijs Geraardsbergen 1974 |                   |                    |      |
| Plaats                         | Naam              | Ploeg              | Tijd |
| Winnaar                        | Willy Teirlinck   | Solonor-Gitane     |      |
| 2                              | Michel Pollentier | Flandria-Carpenter |      |
| 3                              | Walter Planckaert | Watney-Maes        |      |

1912 · 1913 · 1914–1926 · 1927 · 1928–1932 · 1933 · 1934 · 1935 · 1936 · 1937 · 1938 · 1939 · 1940 · 1941 · 1942 · 1943 · 1944 · 1945 · 1946 · 1947 · 1948 · 1949 · 1950 · 1951 · 1952 · 1953 · 1954 · 1955 · 1956 · 1957 · 1958 · 1959 · 1960 · 1961 · 1962 · 1963 · 1964 · 1965 · 1966 · 1967 · 1968 · 1969 · 1970 · 1971 · 1972 · 1973 · 1974 · 1975 · 1976 · 1977 · 1978 · 1979 · 1980 · 1981 · 1982 · 1983 · 1984 · 1985 · 1986 · 1987 · 1988 · 1989 · 1990 · 1991 · 1992 · 1993 · 1994 · 1995 · 1996 · 1997 · 1998 · 1999 · 2000 · 2001 · 2002 · 2003 · 2004 · 2005 · 2006 · 2007 · 2008 · 2009 · 2010 · 2011 · 2012 · 2013 · 2014 · 2015 · 2016 · 2017 · 2018 · 2019 · 2020 · 2021 · 2022